# ジャパン・ビアフェスティバル
ジャパン・ビアフェスティバル（英：Great Japan Beer Festival）は、日本地ビール協会が主催するビールの有料試飲イベント。入場料を支払って会場に入れば、会場内で50mlのずつの試飲を行うことができる。1998年から開催されている。

## 特徴
日本地ビール協会が企画運営する日本最大規模のビールイベントで、各会場では120種類を超える日本及び世界の地ビールを試飲することが出来る。2016年現在では、東京、大阪、横浜、名古屋、福岡、沖縄の6会場で実施されており、延べ2万人を数える。
バラエティ豊かなビールの存在とスタイルのガイドラインという模範があることを広く知らしめるために、日本での地ビールを中心としたフェスティバルとコンペティションの開催は、イギリスの著名なビール評論家マイケル・ジャクソンの期待でもあった。ジャパン・ビアフェスティバルの会場では、同年に日本地ビール協会が主催するジャパン・アジア・ビア・カップやインターナショナル・ビアコンペティションの入賞ビールの試飲が可能となっている。

## 歴史
1. 1998年、東京会場ではじめて開催される[1]。
2. 2003年、大阪会場での開催がはじまる[1]。
3. 2006年、横浜会場での開催がはじまる[1]。
4. 2011年、名古屋会場での開催がはじまる[1]。
5. 2014年、沖縄那覇会場での開催がはじまる。
6. 2015年、九州福岡会場での開催がはじまる。